# Concile d'Épaone
Le concile d'Épaone est une assemblée tenue « le 17 des calendes d'octobre, sous le consulat d'Agapit », soit le 17 septembre 517, sur proposition de l'évêque métropolitain de Vienne, Avit.

## Contexte

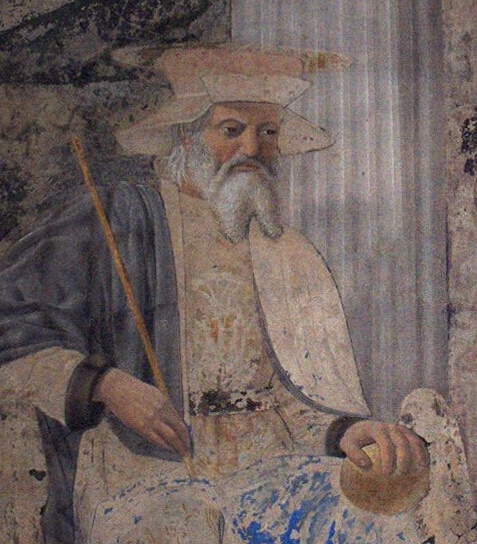
Sigismond (peinture du XVe siècle).

Avit, évêque métropolitain de Vienne, propose en 517 à tous les évêques du royaume des Burgondes un concile pour réfléchir à la situation religieuse nouvelle créée par l'accession au trône en 516 de Sigismond, converti au catholicisme entre 502 et 506 sous l'influence de l'évêque. Ce dernier s'ouvre probablement le 6 et se termine le 15 septembre, — Thomas Mermet entre autres indiquait les 8 au 17 octobre —, pas moins de 25 prélats en un concile à Épaone qui comporte 40 canons.
On devait y discuter d'un certain nombre de règles morales et de l'attitude à adopter à l'égard des ariens. Avit comprit qu’il ne fallait pas bousculer une population qui restait importante dans le royaume. Les évêques refusèrent ainsi, au motif de la souillure des lieux, de pratiquer le culte catholique dans les églises ariennes. Avit craignait de provoquer la colère des ariens, encore puissants en Italie et en Provence sous domination ostrogothe ainsi qu'en Espagne. Il redoutait aussi qu’un arien ne succédât à Sigismond.

## Localisation du site d'Épaone
Le lieu n'est pas certifié. Des fouilles archéologiques menées par Jean-Michel Poisson, de 1994 à 1995 sur le site d'Albon :

« datant de l'époque gallo-romaine dans un grand domaine avec vaste villa qui, au VIe siècle, fait partie des possessions de l'Église de Vienne, témoignent de la découverte d'un bâtiment à caractère monumental, construit sur un éperon naturel, qui a été par la suite emmotté et surélevé lors de la constitution de la plate-forme artificielle, sur laquelle a été construite dans un troisième temps la motte et la tour de pierre qui la surmonte. La chronologie relative et la céramique permettent de proposer pour ce bâtiment une datation sans doute non postérieure au XIe siècle. Il s'agit d'une découverte de très grande importance pour l'étude de la genèse des premières fortifications médiévales d'un centre domanial attesté à l'époque mérovingienne (Épaone) appelé à jouer un rôle important régional (comté d'Albon puis Dauphiné) »

C'est également l'opinion de Nicolas Payraud pour qui, en 1009, le comte d'Albon possède déjà la partie occidentale de ce domaine, autour d'Albon, qui s'étend jusqu'à Anneyron et est probablement la villa Epaonis citée en 890.
Certains auteurs plus anciens avaient supposé l'hypothèse de Crezantien, près de la cité de Vienne, de Saint-Maurice, en Valais, ou encore en Chablais sur les rives du Léman, et correspondant probablement Évian, voire la ville savoyarde de Yenne. Le hameau de Ponas — à l'époque, il s'agit d'une paroisse indépendante —, situé sur le territoire de la commune de Bonnefamille, entre Vienne et Bourgoin, est également donné. Hypothèse reprenant l'analyse de l'historien dauphinois du XVIIe siècle Nicolas Chorier.

## Une décision et un premier désaccord
Ce fut le premier concile vraiment hostile aux juifs, le XVe canon dont l'évêque de Vienne fut l’âme, sinon le principal rédacteur des quarante et un canons, interdit aux laïcs de prendre leurs repas avec les juifs et, pour montrer jusqu’où devait aller leur horreur et leur rejet, il défend aux clercs de manger avec un laïc qui se serait souillé en mangeant à la table d'un juif.
Au concile d’Épaone, les évêques avaient aussi établi certaines règles disciplinaires. Par exemple : en interdisant à un veuf ou une veuve d’épouser un beau parent, sous peine d’excommunication. Ils condamnaient comme incestueuse de telles unions. Cette règle conduisit à l'excommunication un an plus tard du prévôt du fisc Étienne, qui avait épousé sa belle-sœur.
Le concile d'Épaone, en 517, prononce une excommunication de deux ans contre celui qui a tué un esclave non condamné par le juge. L'Église déclare aussi légitimes les unions entre esclaves qu'elle a bénies. Elle recommande de ne pas séparer le mari de la femme, les parents des enfants, et de ne les vendre qu'ensemble. La condition du serf tendait ainsi à s'améliorer, et les mœurs étaient meilleures que les lois.

## Signataires
Le concile rassemble 25 évêques, permettant d'indiquer une géographie du royaume burgonde (Roget, 1848 ; Pontal, 1989).
- Avit (Avitus), évêque métropolitain de Vienne ;
- Viventiole (Viventiolus), évêque de Lyon ;
- Sylvestre (Sylvester), évêque de Châlon(-sur-Saône) ;
- Gemellus, évêque de Vaison[16] ;
- Apollinaire (Apollinaris), évêque de Valence[17] ;
- Valère (Valerius), évêque de Sisteron[18] ;
- Victor (Victurius), évêque de Grenoble[19] ;
- Claudius, évêque de Besançon ;
- Gregorius, évêque de Langres ;
- Pragmace, évêque d'Autun[20] ;
- Constantius, évêque de Octodorus (Martigny, avant le transfert à Sion)[21] ;
- Catulinus, évêque de Embrun[22] ;
- Sanctius,  évêque de Darantasia (Tarentaise)[23] ;
- Maximus, évêque de Genève[24] ;
- Bubulcus, évêque de Vindonissa (Windish, avant le transfert à Constance) ;
- Saeculatius, évêque de Die[25] ;
- Iulianus, évêque de Carpentras[26] ;
- Constantius/Constantinus, évêque de Gap[27] ;
- Florent (Florentius), évêque d'Orange[28] ;
- Florent (Florentius), évêque de Saint-Paul-Trois-Châteaux (Tricastina civitas)[29] ;
- Philagrius, évêque de Cavaillon[30] ;
- Venant (Venantius), évêque d'Alba (Alps, avant le transfert à Viviers)[31] ;
- Praetextatus, évêque d'Apt[32] ;
- Tauricianus, évêque de Nevers (certains auteurs ont pu indiquer Nyon(s)) ;
- Salutaris, évêque d'Avignon[33] (certains auteurs ont pu indiquer Avenche(s) ?).